# Elecciones presidenciales de Estados Unidos de 2020 en Pensilvania
Las elecciones presidenciales de los Estados Unidos de 2020 en Pensilvania se celebraron el martes 3 de noviembre de 2020, como parte de las elecciones presidenciales de los Estados Unidos de 2020, en las que participaron los 50 estados más el Distrito de Columbia. Los votantes de Pensilvania eligieron a los electores para que los representaran en el Colegio Electoral a través del voto popular, enfrentando al candidato del Partido Republicano el presidente Donald Trump y al vicepresidente Mike Pence, contra el candidato del Partido Demócrata el exvicepresidente Joe Biden y a su compañera de fórmula la senadora de California Kamala Harris, Pensilvania tenía 20 votos electorales en el Colegio Electoral.
Aunque Trump había ganado el estado en 2016 por un estrecho margen del 0,72%, Biden pudo reclamar el estado, ganándolo por un margen igualmente estrecho del 1,17%. Debido a la forma en que el estado contó las papeletas en persona primero, Trump comenzó con una amplia ventaja en la noche de las elecciones creando una especie de espejismo rojo. Sin embargo durante los siguientes días Biden cerró en gran medida el margen debido a los votos pendientes de áreas de tendencia demócrata sobre todo Filadelfia y Pittsburgh, así como a las papeletas por correo de todas partes del estado que lo favorecieron fuertemente. En la mañana del 6 de noviembre la organización de convocatoria electoral Decision Desk HQ pronosticó que Biden había ganado los 20 votos electorales de Pensilvania y con ellos las elecciones. A la mañana siguiente 7 de noviembre al mismo tiempo que la campaña de Trump estaba celebrando una conferencia de prensa fuera de un negocio de paisajismo de Filadelfia casi todas las principales organizaciones de noticias siguieron su ejemplo y llamaron a Pensilvania por Biden proclamándolo presidente electo.

## Resultados
| Partido       | Partido       | Candidato     | Votos     | %     |
| ------------- | ------------- | ------------- | --------- | ----- |
|               | Demócrata     | Joe Biden     | 3,458,229 | 49.85 |
|               | Republicano   | Donald Trump  | 3,377,674 | 48.69 |
|               | Libertario    | Jo Jorgensen  | 79,380    | 1.14  |
|               | Verde         | Howie Hawkins | 1,282     | 0.02  |
| Escritos      | Escritos      | Escritos      | 20,411    | 0.29  |
|               |               |               |           |       |
| Total         | Total         | Total         | 6,936,976 | 100   |
| Participación | Participación | Participación | 6,936,976 | 76.24 |
| Registrados   | Registrados   | Registrados   | 9,098,998 |       |
|               |               |               |           |       |
| Fuente:       |               |               |           |       |